# Intel GMA

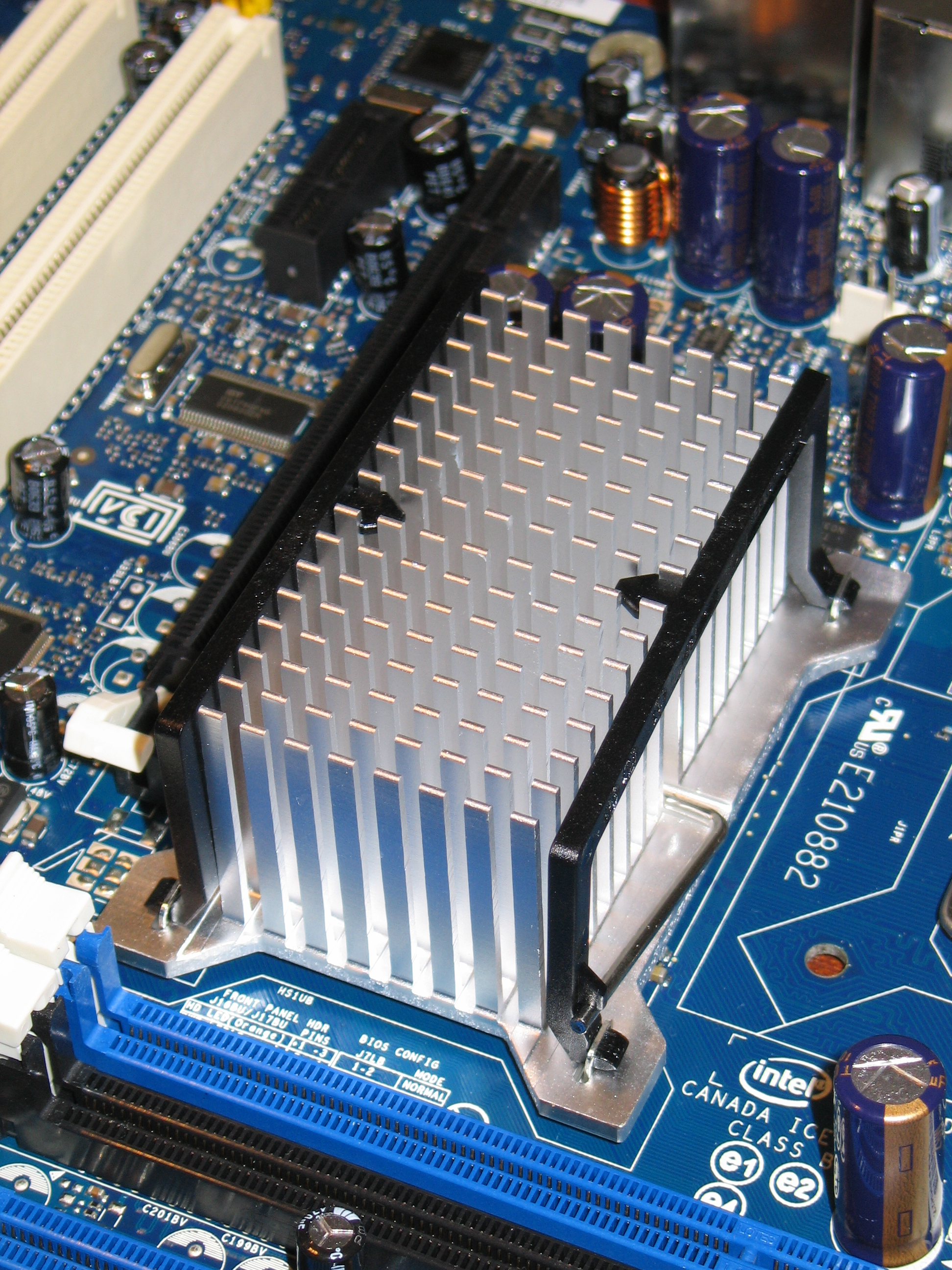
Čipset s GMA X3000 na základní desce Intel DG965WHMKR. Detailní záběr chladiče.

Intel GMA (Graphics Media Accelerator) jsou integrované grafické čipy v čipsetech tohoto výrobce. Čipsety mají označení Gxx (G45,...).

## Grafické karty

### DirectX kompatibilní
Intel se dlouhou dobu věnoval vývoji integrovaných grafických čipů Intel Graphics Media Accelerator (zkráceně GMA) do svých čipsetů, poslední je X4500 v x45 čipsetech. V současné době je vývoj Intel GMA ukončen a nahrazen grafickými čipy řady Intel HD.

#### Typy
- GMA 900
  - Čipsety Intel 910G, 915G a 915Gx.
  - Podpora DirectX 9 a Shader model 2.0.
  - Zpracování 4 pixelů za 1 frekvence (cykl).
  - Frekvence 160 až 333 MHz.
  - Fill-rate až 1332 Mpx/s
- GMA 950
  - Vylepšená verze GMA 900.
  - Čipsety Intel 940GML, 945G, 945GU a 945GT.
  - Frekvence až 400 MHz.
  - Fill-rate až 1600 Mpx/s
- GMA 3000
  - Vychází z GMA 9x0.
  - Čipsety Intel 946GZ, Q965 a Q963.
  - Frekvence až 400 MHz.
  - Fill-rate až 1600 Mpx/s
- GMA 3100
  - Vylepšená verze GMA 3000.
  - Čipsety Intel G31, G33, Q33 a Q35.
- GMA X3000
- GMA X3100
- GMA X3500
- GMA 4500
  - Levnější verze X4500
  - Podpora DirectX 10 a Shader model 4.0.
  - Využívá unifikované shadery.
  - Čipsety Intel Q43 a Q45
- GMA X4500
  - Čipsety Intel G41 a G43.
- GMA X4500HD
  - Čipset Intel G45.
- GMA 500
  - Čipset US15W.
  - Využívá unifikované shadery.

## Specifikace
| GPU                  | Trh     | Čipset/CPU                                                       | Kódové označení | ID zařízení         | Frekvence jádra (MHz) | Pixel Pipelines | Shader Model (Vertex/Pixel) | Podpora API | Podpora API                 | Propustnost pamětí GB/s)  | DVMT (MB) | Hardware akcelerace | Hardware akcelerace    | Hardware akcelerace |
| GPU                  | Trh     | Čipset/CPU                                                       | Kódové označení | ID zařízení         | Frekvence jádra (MHz) | Pixel Pipelines | Shader Model (Vertex/Pixel) | DirectX     | OpenGL                      | Propustnost pamětí GB/s)  | DVMT (MB) | MPEG-2              | VC-1                   | AVC                 |
| -------------------- | ------- | ---------------------------------------------------------------- | --------------- | ------------------- | --------------------- | --------------- | --------------------------- | ----------- | --------------------------- | ------------------------- | --------- | ------------------- | ---------------------- | ------------------- |
| GMA 900              | Desktop | 910GL                                                            | Grantsdale      | 2582 2782           |                       | 4               | 2.0 (SW) / 2.0              | 9.0         | 1.4                         | 3.2                       | 128       | MC                  | No                     | No                  |
| GMA 900              | Desktop | 915GL                                                            | Grantsdale      | 2582 2782           |                       | 4               | 2.0 (SW) / 2.0              | 9.0         | 1.4                         | 3.2                       | 128       | MC                  | No                     | No                  |
| GMA 900              | Desktop | 915GV                                                            | Grantsdale      | 2582 2782           |                       | 4               | 2.0 (SW) / 2.0              | 9.0         | 1.4                         | 8.5                       | 128       | MC                  | No                     | No                  |
| GMA 900              | Desktop | 915G                                                             | Grantsdale      | 2582 2782           |                       | 4               | 2.0 (SW) / 2.0              | 9.0         | 1.4                         | 8.5                       | 128       | MC                  | No                     | No                  |
| GMA 900              | Mobile  | Mobile 915 Family                                                | Alviso          | 2592 2792           |                       | 4               | 2.0 (SW) / 2.0              | 9.0         | 1.4                         | 8.5                       | 128       | MC                  | No                     | No                  |
| GMA 950              | Desktop | 945GZ                                                            | Lakeport        | 2772 2776           |                       | 4               | 3.0 (SW) / 2.0              | 9.0c        | 1.4                         | 8.5                       | 256       | MC                  | No                     | No                  |
| GMA 950              | Desktop | 945GC                                                            | Lakeport        | 2772 2776           |                       | 4               | 3.0 (SW) / 2.0              | 9.0c        | 1.4                         | 10.7                      | 256       | MC                  | No                     | No                  |
| GMA 950              | Desktop | 945G                                                             | Lakeport        | 2772 2776           |                       | 4               | 3.0 (SW) / 2.0              | 9.0c        | 1.4                         | 10.7                      | 256       | MC                  | No                     | No                  |
| GMA 950              | Mobile  | Mobile 945 Family                                                | Calistoga       | 27A2 27A6 27AE      | 250                   | 4               | 3.0 (SW) / 2.0              | 9.0c        | 1.4                         | 10.7                      | 256       | MC                  | No                     | No                  |
| GMA 3100             | Desktop | Q33                                                              | Bearlake        | 29D2 29D3           |                       | 4               | 3.0 (SW) / 2.0              | 9.0c        | 1.5                         | 12.8                      | 256       | MC                  | No                     | No                  |
| GMA 3100             | Desktop | Q35                                                              | Bearlake        | 29B2 29B3           |                       | 4               | 3.0 (SW) / 2.0              | 9.0c        | 1.5                         | 12.8                      | 256       | MC                  | No                     | No                  |
| GMA 3100             | Desktop | G31                                                              | Bearlake        | 29C2 29C3           |                       | 4               | 3.0 (SW) / 2.0              | 9.0c        | 1.5                         | 12.8                      | 256       | MC                  | No                     | No                  |
| GMA 3100             | Desktop | G33                                                              | Bearlake        | 29C2 29C3           |                       | 4               | 3.0 (SW) / 2.0              | 9.0c        | 1.5                         | 12.8 (DDR2) 17 (DDR3)     | 256       | Full                | No                     | No                  |
| GMA 3150             | Nettop  | Atom D410 Atom D510                                              | Pineview        | A001 A002           | 400                   | 2               | 3.0 (SW) / 2.0              | 9.0c        | 1.5 on Windows 2.0 on Linux | 6.4                       | 384       | Full                | No                     | No                  |
| GMA 3150             | Netbook | Atom N4x0                                                        | Pineview        | A011 A012           | 200                   | 2               | 3.0 (SW) / 2.0              | 9.0c        | 1.5 on Windows 2.0 on Linux | 5.3                       | 384       | Full                | No                     | No                  |
| GPU                  | Trh     | Čipset/CPU                                                       | Kódové označení | ID zařízení         | Frekvence jádra (MHz) | Pixel Pipelines | Shader Model (Vertex/Pixel) | Podpora API | Podpora API                 | Propustnost pamětí (GB/s) | DVMT (MB) | Hardware akcelerace | Hardware akcelerace    | Hardware akcelerace |
| GPU                  | Trh     | Čipset/CPU                                                       | Kódové označení | ID zařízení         | Frekvence jádra (MHz) | Pixel Pipelines | Shader Model (Vertex/Pixel) | DirectX     | OpenGL                      | Propustnost pamětí (GB/s) | DVMT (MB) | MPEG-2              | VC-1                   | AVC                 |
| GMA 500              | MID     | UL11L                                                            | Poulsbo         | 8108 8109           | 100                   | 4               | 3.0                         | 9.0c        | 2.0                         | 4.2                       | 256       | Full                | Full                   | Full                |
| GMA 500              | MID     | US15L                                                            | Poulsbo         | 8108 8109           | 200                   | 4               | 3.0                         | 9.0c        | 2.0                         | 4.2                       | 256       | Full                | Full                   | Full                |
| GMA 500              | MID     | US15W                                                            | Poulsbo         | 8108 8109           | 200                   | 4               | 3.0                         | 9.0c        | 2.0                         | 4.2                       | 256       | Full                | Full                   | Full                |
| GMA 600              | MID     | Atom Z6xx                                                        | Lincroft        |                     |                       |                 |                             |             | 2.1                         |                           |           |                     | Yes                    | Yes                 |
| GPU                  | Trh     | Čipset/CPU                                                       | Kódové označení | ID zařízení         | Frekvence jádra (MHz) | Pixel Pipelines | Shader Model (Vertex/Pixel) | Podpora API | Podpora API                 | Propustnost pamětí (GB/s) | DVMT (MB) | Hardware akcelerace | Hardware akcelerace    | Hardware akcelerace |
| GPU                  | Trh     | Čipset/CPU                                                       | Kódové označení | ID zařízení         | Frekvence jádra (MHz) | Pixel Pipelines | Shader Model (Vertex/Pixel) | DirectX     | OpenGL                      | Propustnost pamětí (GB/s) | DVMT (MB) | MPEG-2              | VC-1                   | AVC                 |
| GMA 3000             | Desktop | 946GZ                                                            | Broadwater      | 2972 2973           | 667                   | 8               | 2.0 (SW-VS 3.0)             | 9.0c        | 1.4                         | 10.7                      | 256       | MC                  | No                     | No                  |
| GMA 3000             | Desktop | Q963                                                             | Broadwater      | 2992 2993           | 667                   | 8               | 2.0 (SW-VS 3.0)             | 9.0c        | 1.4                         | 12.8                      | 256       | MC                  | No                     | No                  |
| GMA 3000             | Desktop | Q965                                                             | Broadwater      | 2992 2993           | 667                   | 8               | 2.0 (SW-VS 3.0)             | 9.0c        | 1.4                         | 12.8                      | 256       | MC                  | No                     | No                  |
| GMA X3000            | Desktop | G965                                                             | Broadwater      | 29A2 29A3           | 667                   | 8               | 3.0                         | 9.0c        | 2.0                         | 12.8                      | 384       | Full                | MC + (LF - pouze WMV9) | No                  |
| GMA X3500            | Desktop | G35                                                              | Broadwater      | 2982 2983           | 667                   | 8               | 4.0                         | 10          | 2.0                         | 12.8                      | 384       | Full                | MC + LF                | No                  |
| GMA X3100            | Mobile  | GL960                                                            | Crestline       | 2A02 2A03           | 400                   | 8               | 4.0                         | 10          | 2.1                         | 8.5                       | 384       | Full                | MC + (LF - pouze WMV9) | No                  |
| GMA X3100            | Mobile  | GLE960                                                           | Crestline       | 2A02 2A03           | 400                   | 8               | 4.0                         | 10          | 2.1                         | 8.5                       | 384       | Full                | MC + (LF - pouze WMV9) | No                  |
| GMA X3100            | Mobile  | GM965                                                            | Crestline       | 2A12 2A13           | 500                   | 8               | 4.0                         | 10          | 2.1                         | 10.7                      | 384       | Full                | MC + (LF - pouze WMV9) | No                  |
| GMA X3100            | Mobile  | GME965                                                           | Crestline       | 2A12 2A13           | 500                   | 8               | 4.0                         | 10          | 2.1                         | 10.7                      | 384       | Full                | MC + (LF - pouze WMV9) | No                  |
| GMA 4500             | Desktop | B43                                                              | Eaglelake       | 2E42 2E43 2E92 2E93 |                       | 10              | 4.0                         | 10          | 2.1                         | 12.8 (DDR2) 17 (DDR3)     | 1700      |                     |                        |                     |
| GMA 4500             | Desktop | Q43                                                              | Eaglelake       | 2E12 2E13           |                       | 10              | 4.0                         | 10          | 2.1                         | 12.8 (DDR2) 17 (DDR3)     | 1700      |                     |                        |                     |
| GMA 4500             | Desktop | Q45                                                              | Eaglelake       | 2E12 2E13           |                       | 10              | 4.0                         | 10          | 2.1                         | 12.8 (DDR2) 17 (DDR3)     | 1700      |                     |                        |                     |
| GMA X4500            | Desktop | G41                                                              | Eaglelake       | 2E32 2E33           | 800                   | 10              | 4.0                         | 10          | 2.1                         | 12.8 (DDR2) 17 (DDR3)     | 1700      | Full                | MC + LF                | MC + LF             |
| GMA X4500            | Desktop | G43                                                              | Eaglelake       | 2E22 2E23           | 800                   | 10              | 4.0                         | 10          | 2.1                         | 12.8 (DDR2) 17 (DDR3)     | 1700      | Full                | MC + LF                | MC + LF             |
| GMA X4500HD          | Desktop | G45                                                              | Eaglelake       | 2E22 2E23           | 800                   | 10              | 4.0                         | 10          | 2.1                         | 12.8 (DDR2) 17 (DDR3)     | 1700      | Full                | Full                   | Full                |
| GMA 4500MHD          | Mobile  | GL40                                                             | Cantiga         | 2A42 2A43           | 400                   | 10              | 4.0                         | 10          | 2.1                         | 12.8                      | 1700      | Full                | Full                   | Full                |
| GMA 4500MHD          | Mobile  | GS40                                                             | Cantiga         | 2A42 2A43           | 400                   | 10              | 4.0                         | 10          | 2.1                         | 12.8                      | 1700      | Full                | Full                   | Full                |
| GMA 4500MHD          | Mobile  | GM45                                                             | Cantiga         | 2A42 2A43           | 533                   | 10              | 4.0                         | 10          | 2.1                         | 12.8 (DDR2) 17 (DDR3)     | 1700      | Full                | Full                   | Full                |
| GMA 4500MHD          | Mobile  | GS45                                                             | Cantiga         | 2A42 2A43           | 533                   | 10              | 4.0                         | 10          | 2.1                         | 12.8 (DDR2) 17 (DDR3)     | 1700      | Full                | Full                   | Full                |
| HD Graphics (GMA HD) | Desktop | Pentium G6950                                                    | Clarkdale       | 0042                | 533                   | 12              | 4.0                         | 10          | 2.1                         | 17                        | 1700      | Full                | Full                   | Full                |
| HD Graphics (GMA HD) | Desktop | Core i3-5x0 Core i5-6x0                                          | Clarkdale       | 0042                | 733                   | 12              | 4.0                         | 10          | 2.1                         | 21.2                      | 1700      | Full                | Full                   | Full                |
| HD Graphics (GMA HD) | Desktop | Core i5-661                                                      | Clarkdale       | 0042                | 900                   | 12              | 4.0                         | 10          | 2.1                         | 21.2                      | 1700      | Full                | Full                   | Full                |
| HD Graphics (GMA HD) | Mobile  | Core i5-520UM Core i7-620UE Core i7-6x0UM                        | Arrandale       | 0046                | 500                   | 12              | 4.0                         | 10          | 2.1                         | 12.8                      | 1700      | Full                | Full                   | Full                |
| HD Graphics (GMA HD) | Mobile  | Core i7-620LE Core i7-6x0LM                                      | Arrandale       | 0046                | 566                   | 12              | 4.0                         | 10          | 2.1                         | 17                        | 1700      | Full                | Full                   | Full                |
| HD Graphics (GMA HD) | Mobile  | Core i3-3x0M                                                     | Arrandale       | 0046                | 667                   | 12              | 4.0                         | 10          | 2.1                         | 17                        | 1700      | Full                | Full                   | Full                |
| HD Graphics (GMA HD) | Mobile  | Core i5-430M Core i5-520E Core i5-5x0M Core i7-610E Core i7-620M | Arrandale       | 0046                | 766                   | 12              | 4.0                         | 10          | 2.1                         | 17                        | 1700      | Full                | Full                   | Full                |

### Datasheet
- Mobile Intel® 915 and 910 Express Chipset Family of Products
- Mobile Intel® 945 Express Chipset Family
- Intel® 946 Express Chipset Family
- Mobile Intel® 965 Express Chipset Family
- Intel® 3 Series Express Chipset Family
- Intel® G35 Express Chipset
- Mobile Intel® G35 Express Chipset
- Intel® 4 Series Chipset Family
- Mobile Intel® 4 Series Express Chipset Family
- Intel® Graphics Media Accelerator 900
- Intel® GMA 950 Graphics
- Intel® Atom Processor D400 a D500 série
- Intel® System Controller Hub (Intel® SCH)
- Intel® System Controller Hub (Intel® SCH)